# Hildegard Dammann
Hildegard Dammann ( 1900 - 1982 ) fue un botánico alemán, trabajando extensamente con la familia Asclepiadaceae.

## Algunas publicaciones
- 1930. Entwicklungsgeschichtliche und zytologische Untersuchungen an Helgoländer Meeresalgen. Ed. Kiel : Lipsius & Tischer. 37 pp.

## Honores

### Epónimos
- (Asclepiadaceae) Echidnopsis dammanniana Schweinf. ex Penz.[1]

- (Pandanaceae) Pandanus dammannii Warb.[2]

- La abreviatura «Dammann» se emplea para indicar a Hildegard Dammann como autoridad en la descripción y clasificación científica de los vegetales.[3]